# Nectarinia pembae
Nectarinia pembae é uma espécie de ave da família Nectariniidae.
Pode ser encontrada nos seguintes países: Quénia, Somália e Tanzânia.